# Christmas Present
Christmas Present (рус. Рождественское представление) — второй рождественский альбом и одиннадцатый студийный альбом американского саксофониста Бони Джеймса, выпущенный в 2007 году. Диск занял восьмое место в чарте Jazz Albums журнала Billboard.

## Об альбоме
В композиции «The First Noel» на флюгельгорне сыграл трубач Рик Браун, сотрудничавший с Бони Джеймсом в конце 90-х годов, записавший вместе с ним совместный альбом Shake It Up.
Песня «River» — медленная, нежная баллада, в которой нет ни звуков ударных, ни бас-гитары, ни гитары, но прослушивается звук сопрано-саксофона и игра Тима Кэрмона на пианино, песня напоминает знаменитую «Jingle Bells». Энджи Стоун исполнила «Merry Christmas», а Чанте Мур — «Skating». «Silent Night» пел Энтони Хамильтон.

## Список композиций
| №   | Название                                         | Автор(ы)           | Длительность |
| --- | ------------------------------------------------ | ------------------ | ------------ |
| 1.  | «Skating»                                        | Гуардалди          | 3:36         |
| 2.  | «Santa Baby»                                     | Явитз, Спрингер    | 4:38         |
| 3.  | «O Tannenbaum»                                   | Уагнер             | 4:09         |
| 4.  | «River»                                          | Митчелл            | 4:06         |
| 5.  | «The First Noel»                                 | Traditional        | 4:41         |
| 6.  | «Merry Christmas Baby» (совместно с Энджи Стоун) | Бакстер, Чанте Мур | 4:28         |
| 7.  | «My Grown Up Christmas List»                     | Фостер, Дженнер    | 4:44         |
| 8.  | «Hark ! The Herald Angels Sing»                  | Чарльз Весли       | 3:31         |
| 9.  | «Silent Night»                                   | Грубер, Мор        | 5:16         |
| 10. | «Auld Lang Syne»                                 | Traditional        | 3:52         |

## Участники записи
- Алекс Эл — бас-гитара
- Энджи Стоун — вокал
- Энтони Хамильтон — вокал
- Чанте Мур — вокал
- Чарльз Весли — автор песен, композитор
- Даррел Смит — клавишные
- Дэйв Уэкл — перкуссия, ударные
- Дин Паркс — акустическая гитара, гитара
- Эрик Дэниелс — клавишные, электрическое фортепиано
- Лени Кастро — перкуссия
- Лу Бакстер — композитор
- Пол Джексон — акустическая гитара, гитара
- Фил Дэвис — клавишные, электрическое фортепиано
- Рик Браун — флюгельгорн
- Тедди Кэмбелл — ударные
- Тим Кармон — орган, пианино, клавишные, клавинет
- Тони Мэйден — гитара, электрогитара

## Альбом в чартах
| Чарт (2007)            | Наивысшая позиция |
| ---------------------- | ----------------- |
| Top R&B/Hip-Hop Albums | 70                |
| Jazz Albums            | 8                 |